# Ellen Rosengren
Ellen Rosengren, senast folkbokförd Ingrid Eleonora Kristina Persson, ogift Rosengren, född 23 juli 1876 i Sankt Nicolai församling, Stockholm, död 6 juli 1956 i Kungsholms församling, var en svensk skådespelare.
Rosengren scendebuterade 1899 i Tiggarstudenten på Vasateatern. Hon filmdebuterade 1924 i Studenterna på Tröstehult. 
1909 träffade hon Edvard Persson som hon gifte sig med 1916 och med vilken hon hade sönerna Harry Persson (1914–2008) och Olle Persson (1915–1998), båda födda under deras vistelse i Finland. De skilde sig 1933.

## Filmografi
- 1924 – Studenterna på Tröstehult
- 1925 – Den gamla herrgården
- 1925 – Miljonär för en dag
- 1928 – Hattmakarens bal

## Teater

### Roller (ej komplett)
| År   | Roll                       | Produktion                                                                               | Regi                | Teater                        |
| ---- | -------------------------- | ---------------------------------------------------------------------------------------- | ------------------- | ----------------------------- |
| 1899 | Bronislava Nowalska        | Tiggarstudenten (Der Bettelstudent) Carl Millöcker, Richard Genée och Camillo Walzel     |                     | Vasateatern                   |
| 1900 | O Mimosa San               | Geishan (The Geisha, a story of a tea house) Sidney Jones, Owen Hall och Harry Greenbank |                     | Lindenska operettsällskapet   |
| 1908 | Emma                       | Stabstrumpetaren Frans Hedberg                                                           | Thor Christiernsson | Brunnshusteatern, Helsingfors |
| 1908 | Gabrielle, en handskmakare | Pariserlif (La Vie parisienne) Jacques Offenbach, Henri Meilhac och Ludovic Halévy       |                     | Brunnshusteatern, Helsingfors |
| 1908 | Suzette                    | Vore jag karl (La Dormeuse éveillée) Edmond Audran, Henri Chivot och Alfred Duru         |                     | Brunnshusteatern, Helsingfors |
| 1908 | Denise de Flavigny         | Lilla helgonet (Mam'zelle Nitouche) Hervé, Henri Meilhac och Albert Millaud              |                     | Brunnshusteatern, Helsingfors |
| 1908 | Bettina                    | Lyckoflickan (La Mascotte) Edmond Audran                                                 |                     | Brunnshusteatern, Helsingfors |
| 1911 |                            | Den stora utstyrselrevyn 1911                                                            |                     | Anton Salmsons sällskap       |

## Fotnoter
1. ↑  Sveriges Dödbok 1901–2009, DVD-ROM, Version 5.00, Sveriges Släktforskarförbund (2010).
2. ↑  ”Konst- och literaturnotiser”. Vårt land:  s. 3. 24 oktober 1899. https://tidningar.kb.se/9qkd287b7fhjdcjt/part/1/page/3. Läst 28 december 2024.
3. ↑  Sancho Panza (15 augusti 1900). ”Hr Emil Lindens opera- och operett-turneer”. Svenska Dagbladet:  s. 4. https://tidningar.kb.se/6qjmdtfj3q9xl98/part/1/page/4. Läst 28 december 2024.
4. ↑  –m (17 september 1908). ”Brunnshusteatern”. Hufvudstadsbladet:  s. 7. https://digi.kansalliskirjasto.fi/sanomalehti/binding/767704?page=7. Läst 28 december 2024.
5. ↑  ”Brunnshusteatern”. Nya Pressen:  s. 6. 18 september 1908. https://digi.kansalliskirjasto.fi/sanomalehti/binding/757996?page=6. Läst 28 december 2024.
6. ↑  ”Litteratur och konst”. Hufvudstadsbladet:  s. 7. 18 september 1908. https://digi.kansalliskirjasto.fi/sanomalehti/binding/767705?page=7. Läst 28 december 2024.
7. ↑  ”Brunnshusteatern”. Nya pressen:  s. 7. 1 oktober 1908. https://digi.kansalliskirjasto.fi/sanomalehti/binding/758011?page=7. Läst 28 december 2024.
8. ↑  ”Litteratur och konst: Brunnshusteatern”. Hufvudstadsbladet:  s. 7. 14 oktober 1908. https://digi.kansalliskirjasto.fi/sanomalehti/binding/767731?page=7. Läst 28 december 2024.
9. ↑  ”Brunnshusteatern”. Nya pressen:  s. 3. 23 oktober 1908. https://digi.kansalliskirjasto.fi/sanomalehti/binding/758036?page=3. Läst 28 december 2024.
10. ↑  ”Litteratur och konst: Brunnhusteatern”. Hufvudstadsbaldet:  s. 7. 29 oktober 1908. https://digi.kansalliskirjasto.fi/sanomalehti/binding/767746?page=7. Läst 28 december 2024.
11. ↑  ”Sölvesborg: Sölvesborgs teater”. Sölvesborgstidningen:  s. 2. 16 mars 1908. https://tidningar.kb.se/sb4k39h44jngc1f/part/1/page/2. Läst 9 augusti 2025.